# هيو هيوز
هيو هيوز (بالإنجليزية: Hugh Price Hughes)‏ (و. 1847 – 1902 م) هو عالم عقيدة، توفي عن عمر يناهز 55 عاماً.

## التعليم
تعلم في كلية لندن الجامعية.